# Gereonsklub

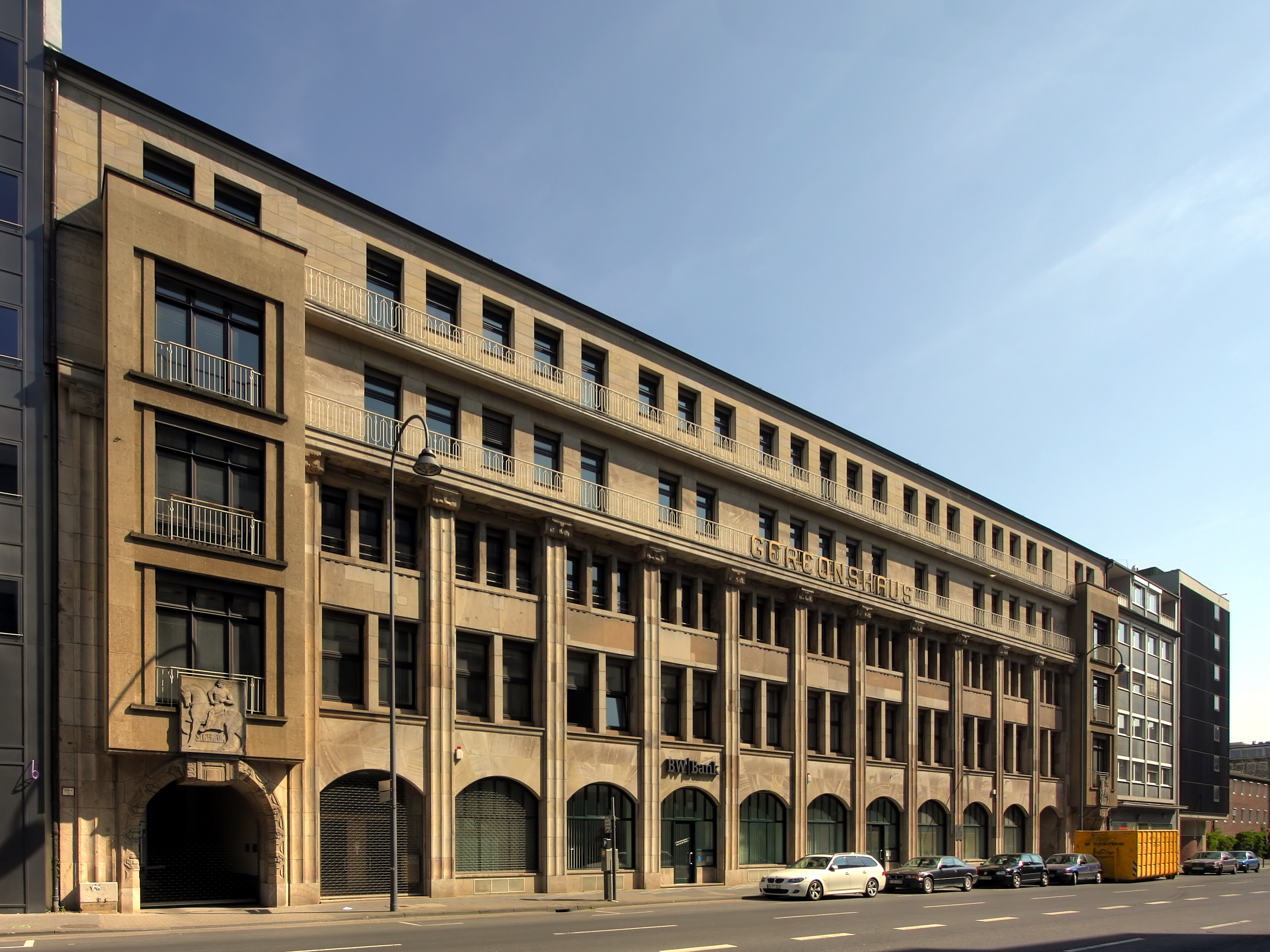
Das Gereonshaus in Köln (2010)

Der Gereonsklub, auch Gereonsklub von Künstlern und Kunstfreunden, war eine im Januar 1911 gegründete avantgardistische Künstlervereinigung in Köln, die bis zum Jahr 1913 bestand. Die Gründungsmitglieder waren Franz M. Jansen, Olga Oppenheimer und Emmy Worringer (1878–1961). Der Name basiert auf dem 1909/1910 nach einem Entwurf des Architekten Carl Moritz erbauten Gereonshaus, Gereonstraße 18–32, in dem Olga Oppenheimer ein Atelier besaß.
Für die Eröffnungsveranstaltung am 21. Januar 1911 entwarf Jansen die Einladungskarte. 1912 trat der Bonner Expressionist August Macke bei. Der Gereonsklub betätigte sich als kunstpädagogisches Zentrum und besaß eine von Olga Oppenheimer geleitete Malschule. Emmy Worringer und ihr Bruder, der bekannte Kunsthistoriker Wilhelm Worringer, organisierten Vortragsprogramme und einige Ausstellungen, wie die im Oktober 1911 gezeigte Ausstellung mit Bildern von Franz Marc. Die Redaktionsgemeinschaft des Blauen Reiters hatte hier Anfang 1912 die erste Station ihrer Wanderausstellung. Eine Paul-Klee-Ausstellung, die durch Vermittlung von Franz Marc und August Macke zustande gekommen war, erfolgte im November 1912, bei der 58 Zeichnungen und 6 Aquarelle gezeigt wurden. Robert Delaunays Gemälde wurden im März 1913 ausgestellt.